# Campeonato Mundial de Curling Femenino de 2011
El XXXIII Campeonato Mundial de Curling Femenino se celebró en Esbjerg (Dinamarca) entre el 18 y el 27 de marzo de 2011 bajo la organización de la Federación Mundial de Curling (WCF) y la Federación Danesa de Curling.
Las competiciones se realizaron en la Granly Hockey Arena de la ciudad danesa.

## Tabla de posiciones
| Pos | Equipo          | G | P | G–P |
| --- | --------------- | - | - | --- |
| 1   | Suecia          | 9 | 2 | –   |
| 2   | China           | 8 | 3 | –   |
| 3   | Dinamarca       | 7 | 4 | 2–0 |
| 4   | Canadá          | 7 | 4 | 1–1 |
| 5   | Suiza           | 7 | 4 | 0–2 |
| 6   | Rusia           | 6 | 5 | 1–0 |
| 7   | Estados Unidos  | 6 | 5 | 0–1 |
| 8   | Alemania        | 5 | 6 | –   |
| 9   | Escocia         | 4 | 7 | –   |
| 10  | Noruega         | 3 | 8 | –   |
| 11  | Corea del Sur   | 2 | 9 | 1–0 |
| 12  | República Checa | 2 | 9 | 0–1 |

## Cuadro final
|  | Clasif. a semifinal | Clasif. a semifinal | Clasif. a semifinal |  |  | Semifinal | Semifinal |  |              | Final        | Final |
|  |                     |                     |                     |  |  |           |           |  |              |              |       |
|  | 1                   | Suecia              | 7                   |  |  |           |           |  |              |              |       |
|  | 2                   | China               | 6                   |  |  |           |           |  |              | Suecia       | 7     |
|  |                     |                     |                     |  |  | China     | 5         |  | Canadá       | 5            |       |
|  |                     | Canadá              | 8                   |  |  |           |           |  |              |              |       |
|  | 3                   | Dinamarca           | 7                   |  |  |           |           |  | Tercer lugar | Tercer lugar |       |
|  | 4                   | Canadá              | 10                  |  |  |           |           |  |              |              |       |
|  |                     |                     |                     |  |  |           |           |  |              | Dinamarca    | 9     |
|  |                     |                     |                     |  |  |           |           |  |              | China        | 10    |

## Medallistas
| Evento   | Oro                                                                                            | Plata                                                                                          | Bronce                                                     |
| -------- | ---------------------------------------------------------------------------------------------- | ---------------------------------------------------------------------------------------------- | ---------------------------------------------------------- |
| Femenino | Suecia · Anette Norberg · Cecilia Östlund · Sara Carlsson · Lotta Lennartsson · Karin Rudström | Canadá · Amber Holland · Kim Schneider · Tammy Schneider · Heather Kalenchuk · Jolene Campbell | China Wang Bingyu Liu Yin Yue Qingshuang Zhou Yan Yu Xinna |